# Ormosia sootryeni
Ormosia sootryeni là một loài ruồi trong họ Limoniidae. Chúng phân bố ở miền Cổ bắc.